# Psilochalcis tenuicornis
Psilochalcis tenuicornis är en stekelart som beskrevs av Askew 2001. Psilochalcis tenuicornis ingår i släktet Psilochalcis och familjen bredlårsteklar.
Artens utbredningsområde är Spanien. Inga underarter finns listade i Catalogue of Life.